# Andreas du Plessis de Richelieu
Andreas du Plessis de Richelieu, né le 24 février 1852 à Løjt Kirkeby et mort le 25 mars 1932 à Hørsholm, est un officier de marine et négociant danois qui occupa les fonctions d’amiral siamois et de ministre de la Marine royale de Siam. Il se vit octroyer le titre nobiliaire thaïlandais de Phraya Chonlayutthayothin (thaï : พระยาชลยุทธโยธิน). 
Il dirigea les troupes stationnées dans la forteresse de Phra Chulachomklao lors de l’incident de Paknam, survenu le 13 juillet 1893, événement qui marqua la résolution de la crise franco-siamoise. Par la suite, il fut nommé commandant en chef de la marine royale thaïlandaise, fonction qu’il occupa du 16 janvier 1900 au 29 janvier 1901, demeurant à ce jour le seul amiral issu de naissance étrangère à avoir accédé à ce poste. 
En 1884, il fonda conjointement la Compagnie d’Asie de l’Est avec son compatriote danois Hans Niels Andersen et poursuivit l’exploitation de Siam Electricity ainsi que de plusieurs réseaux ferroviaires au Siam et au Danemark. Durant son séjour en Asie, il développa des relations privilégiées avec le roi Chulalongkorn et le prince Damrong. Atteint de paludisme, il regagna le Danemark en 1902. Il s’éteignit à la demeure de Kokkedal, située à Hørsholm, et fut inhumé au cimetière de Holmens, à Copenhague.
En 1901, le botaniste danois Ernst Johannes Schmidt délimita et décrivit Richelia, un genre de cyanobactéries filamenteuses, pourvues d’hétérocystes et capables de fixer l’azote atmosphérique. Il choisit de le nommer ainsi en hommage à Richelieu.

## Biographie
Andreas du Plessis de Richelieu naquit le 24 février 1852 à Løjt Kirkeby, au Danemark, où son père, Louis du Plessis de Richelieu, exerçait alors la charge de vicaire. Issu d’une lignée d’origine française, sa famille avait quitté la France pour se fixer en Norvège vers 1670, avant de s’établir définitivement au Danemark. Il eut un frère puîné, Louis August du Plessis de Richelieu, né le 8 janvier 1856, qui décéda avant lui le 30 mai 1910, à l’âge de 54 ans. Leur père, quant à lui, mourut ultérieurement à Saint-Thomas, dans les Antilles danoises, en 1859, à l’âge de 38 ans ; Andreas était alors dans sa septième année. En 1864, il suivit sa scolarité à l’école cathédrale de Roskilde. 
Andreas Richelieu poursuivit ensuite sa carrière au sein de la marine marchande, accédant au grade de lieutenant de réserve dans la marine danoise. Durant son service comme navigateur commercial, il eut l’occasion de séjourner à Bangkok, alors capitale du royaume de Siam.  

### Séjour au Siam
À l’âge de 23 ans, en 1875, il obtint une audience auprès du roi de Danemark Christian IX, dans le dessein de se procurer une lettre de recommandation à l’intention du monarque siamois Chulalongkorn (Rama V). Andreas gagna ensuite Bangkok depuis le Danemark en faisant escale à Singapour et, par l’entremise du consul danois, fut reçu en audience par Chulalongkorn le 3 avril 1875. Le fait qu’Andreas ne surpassât point significativement en stature le souverain revêtait une importance notable dans l’étiquette de la cour siamoise, circonstance qui favorisa l’établissement d’une relation amicale entre les deux hommes. Peu de semaines après cette entrevue, Andreas fut promu au grade de capitaine-lieutenant. On lui proposa la fonction de commandant en second d’un vaisseau de la marine royale, offre qu’il déclina pour préférer le commandement exclusif de son propre navire, le HSMS Regent. 

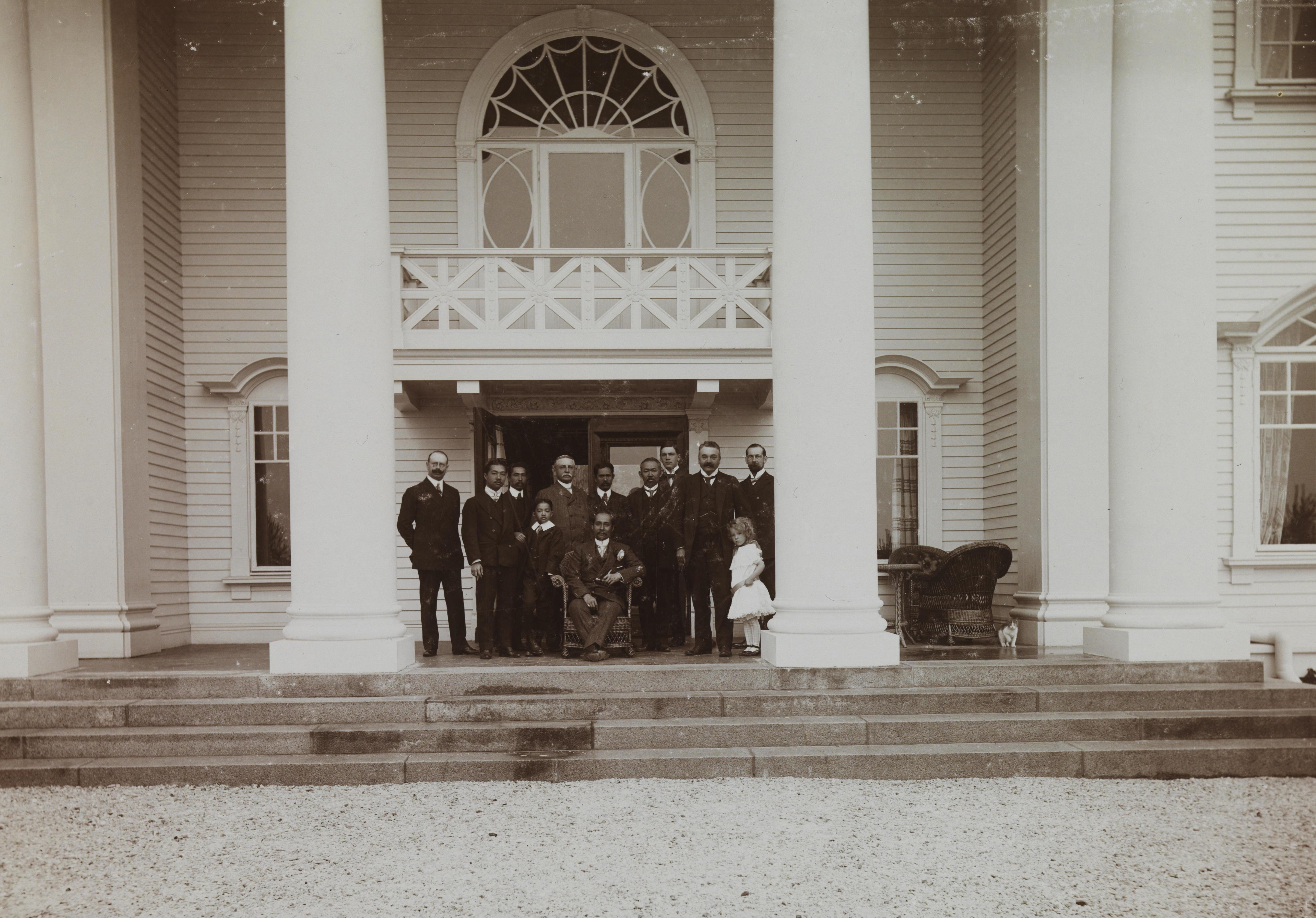
Chulalongkorn en Norvège. Chulalongkorn est assis au centre avec Andreas derrière lui

En 1878, il fut nommé capitaine du yacht royal Vesatri. La même année, il accéda au poste de surintendant des forces maritimes du Siam. Toutefois, la modestie de la marine siamoise le contraignit à se consacrer à d’autres entreprises, telles que l’édification de voies ferrées et la mise en place de lignes de tramway à Bangkok. Il s’adonna également à l’étude de la langue thaïe. En 1884, il fonda, conjointement avec son associé danois Hans Niels Andersen, la compagnie Andersen & Co. (ultérieurement dénommée EAC). Leur société devint propriétaire de l’Oriental Hotel de Bangkok, lequel fut érigé en premier établissement hôtelier de facture occidentale en Thaïlande. Ils instituèrent également l’Oriental Provision Store, lequel, en raison des fonctions d’Andreas comme surintendant, devint le principal pourvoyeur de vivres et de marchandises pour les forces navales et le Vesatri. En 1892, ils firent livrer un nouveau yacht royal, le Maha Chakri, que Hans Andersen conduisit depuis l’Écosse jusqu’au Siam. 
En 1891, il fut désigné par Chulalongkorn pour assumer la fonction d’envoyé extraordinaire dans une mission diplomatique tenue sous le sceau de la discrétion, le menant successivement en France, au Danemark et en l’Empire russe, en compagnie du frère cadet du roi,  le prince Damrong Rajanubhab. Tandis que le monarque s’attachait à poursuivre la modernisation méthodique de son royaume, l’EAC se vit accorder d’importantes franchises économiques, touchant notamment à l’exploitation des futaies de teck. De surcroît, Andreas obtint à son profit des concessions notables, au nombre desquelles figurait l’autorisation de construire et d’exploiter une voie ferrée, longue de vingt-et-un kilomètres, destinée à relier Samut Prakan à la métropole bangkokoise.

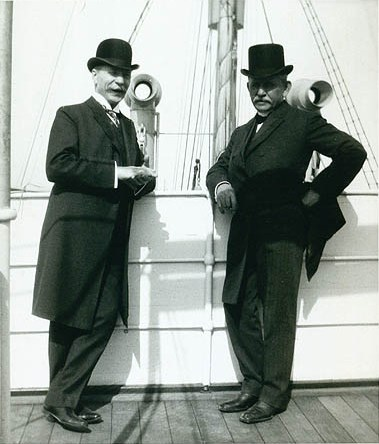
Hans Niels Andersen et Andreas du Plessis du Richelieu en 1932

Bien que le projet fût en proie à une disette de fonds, Chulalongkorn consentit à en devenir actionnaire et y investit la somme de 170 000 bahts (équivalant à 85 millions de bahts, corrigés de l’inflation). La voie ferrée fut inaugurée en juillet 1891 et demeura en service jusqu’en 1959, année où elle fut convertie en une ligne de tramway. Le monarque supervisa pareillement l’édification de la première ligne de tramway électrique du royaume, laquelle parcourait dix-huit kilomètres, reliant le Palais Royal à Klong Toey, sous la direction de l’ingénieur Fleuron Jacobsen. Inaugurée en 1894, cette infrastructure demeurait alors sous propriété danoise, bien que placée sous l’égide de Chulalongkorn.
La concession la plus considérable octroyée à Andreas fut celle de la Siam Electric Company Ltd., obtenue en 1898. Cette société détenait le privilège exclusif d’alimenter Bangkok en électricité, desservant alors une population de 40 000 âmes. À l’origine, cette concession, d’une durée initiale de dix ans et susceptible de prolongation, avait été accordée à l’Américain L. E. Bennet, avant d’être cédée à Andreas. L’entreprise se révéla des plus lucratives, notamment grâce à l’exploitation de la ligne de tramway électrique qu’elle approvisionnait, produisant un revenu annuel de 1 200 000 couronnes danoises, équivalant à environ 1 177 000 bahts (soit 5,89 milliards de bahts en valeur actualisée). En 1912, la majeure partie des actions fut rétrocédée à des investisseurs belges. 

### Retour au Danemark

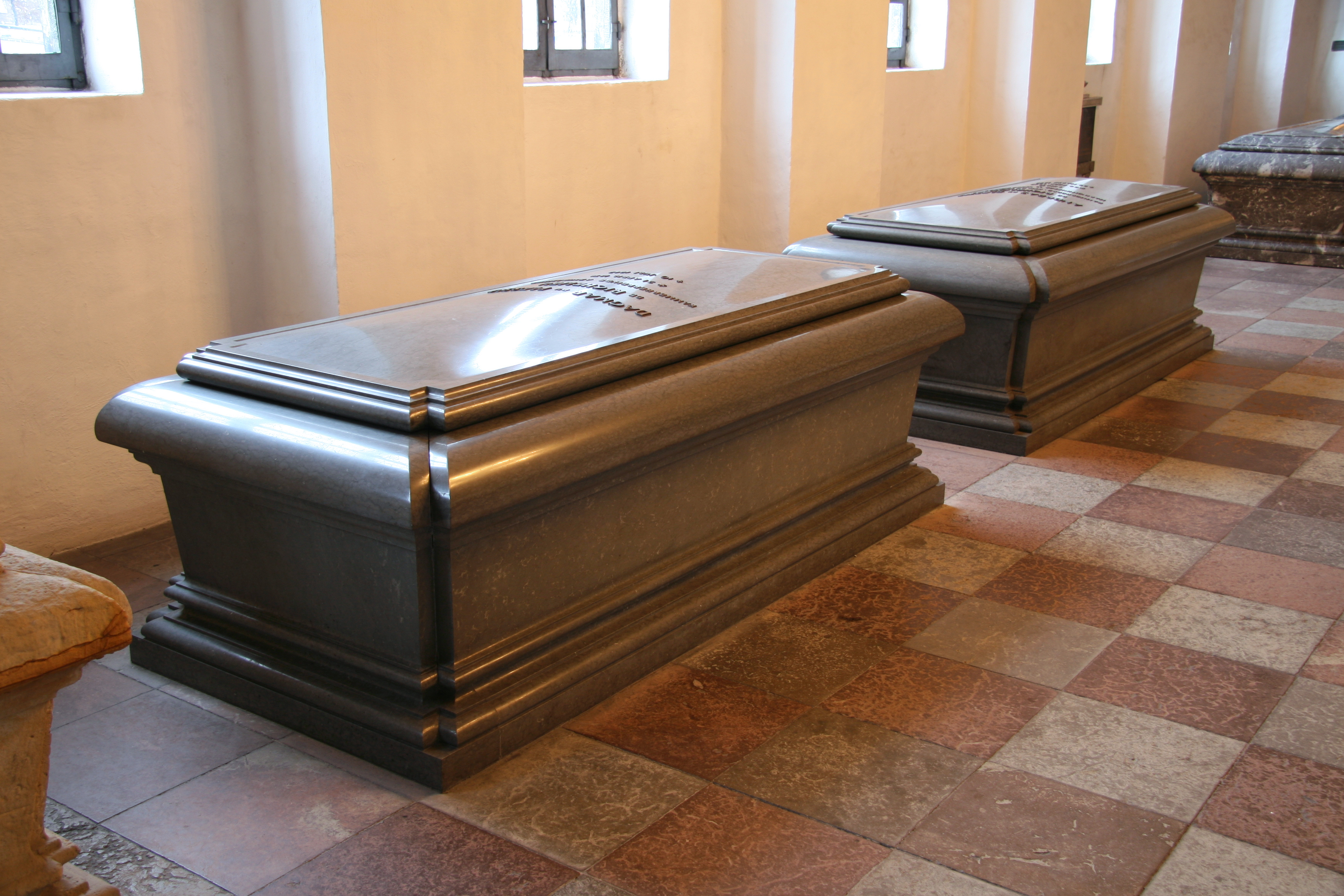
Sarcophage d'Andreas à l'église de Holmen, Copenhague, Danemark.

Andreas quitta le Siam en 1902, embarqué à bord du yacht royal Maha Chakri en direction de Singapour, en compagnie du roi Chulalongkorn et d’autres membres de la famille royale. Une fois parvenu au Danemark, il fit l’acquisition du château de Kokkedal, situé en Zélande septentrionale, après en avoir préalablement assumé la location. Par ailleurs, il administrait une voie ferrée privée reliant Copenhague à Slangerup. En 1922, l’une de ses entreprises, la Landmandsbanken, s’effondra, et l’année suivante, la Cour suprême danoise le reconnut coupable de négligence grave, le condamnant à une amende de 4 000 couronnes danoises. Bien qu’établi au Danemark, il entretint des relations étroites avec Chulalongkorn et le prince Damrong, lesquels lui rendirent visite à plusieurs reprises. Damrong effectua sa dernière visite en 1930, peu avant la disparition d’Andreas. Il meurt le 25 mars 1932, à l’âge de 80 ans, en sa résidence de Hørsholm, au Danemark.

## Famille

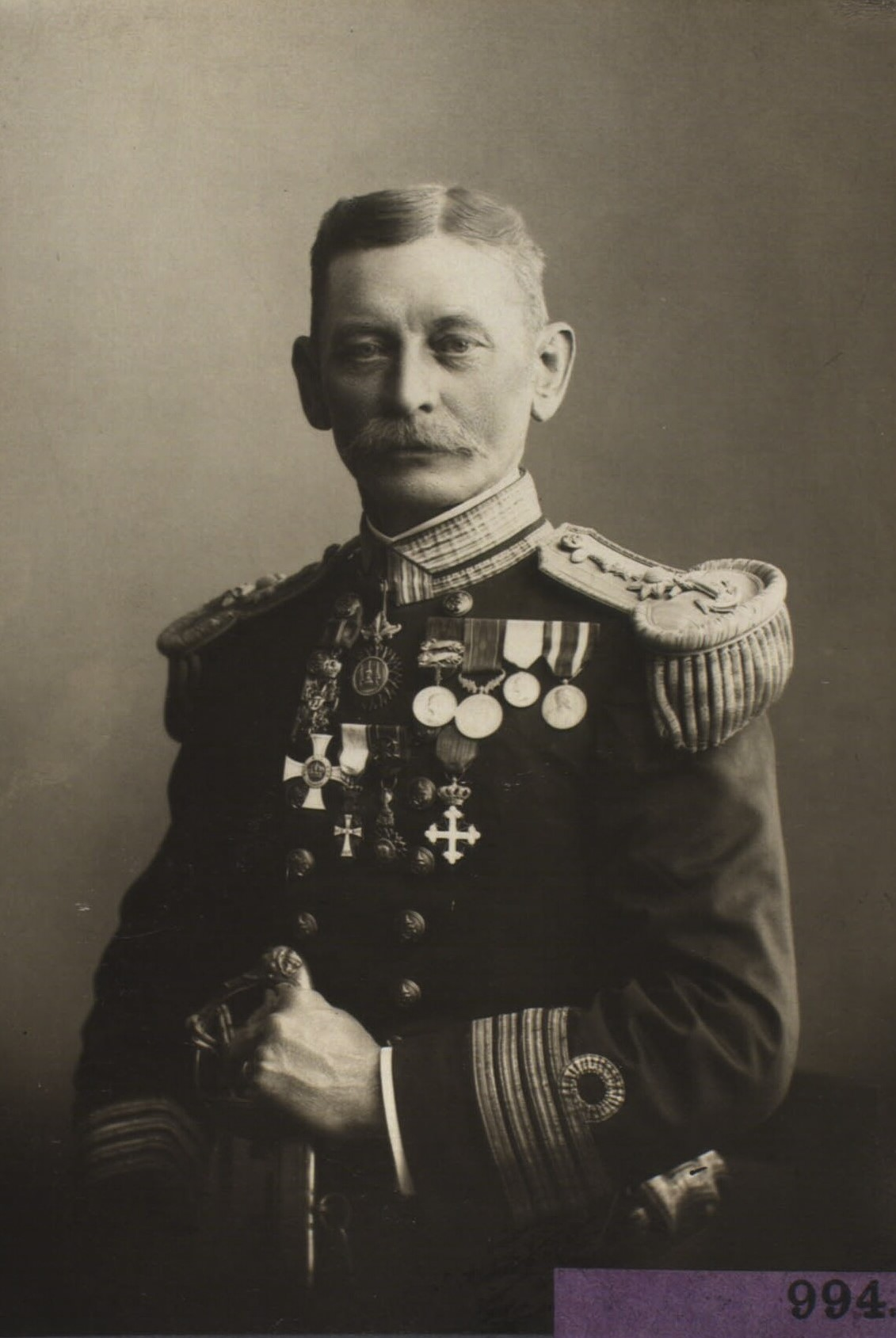
Le frère d'Andréas, Louis August du Plessis de Richelieu

Andreas du Plessis de Richelieu naquit en qualité de fils aîné de Louis du Plessis de Richelieu et de son épouse, Louise Frederikke Caroline du Plessis de Richelieu. Il eut pour cadette Louise Frederikke Caroline du Plessis de Richelieu, venue au monde le 1er juin 1854, ainsi qu’un frère puîné, Louis du Plessis de Richelieu, né le 7 janvier 1856. Andreas contracta mariage avec Dagmar Thérèse Louise Lerche, laquelle vit le jour le 21 avril 1871. Elle atteignit l’âge de soixante-et-onze ans avant de s’éteindre le 10 juillet 1942.

### Descendance

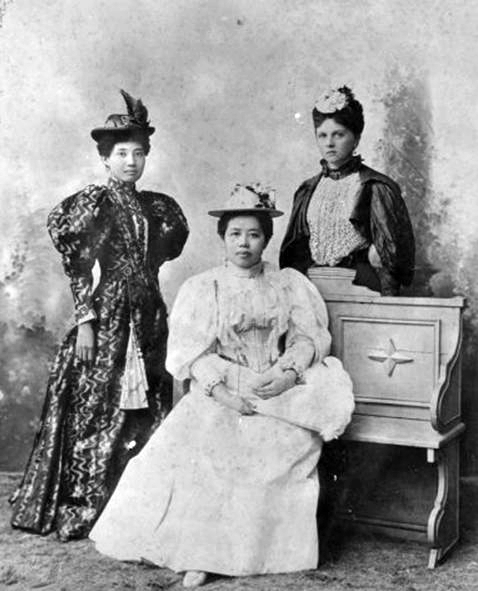
L'épouse d'Andrea, Dagmar, à droite en Thaïlande aux côtés de Chum Krairiksh et Saovabha Phongsri

Avec Dagmar, il eut trois fils et trois filles. Leur premier enfant, Louis Armand, naquit à Bangkok le 16 novembre 1892 et vécut 82 ans, s’éteignant le 16 novembre 1974. Helge, leur deuxième fils, vint au monde le 14 février 1894 et décéda le 21 avril 1975, à l’âge de 81 ans. Dagmar, leur première fille, naquit également à Bangkok le 8 mai 1895 et atteignit l’âge de 85 ans, trépassant le 8 février 1981. Agnes Ingeborg, leur deuxième fille, vit le jour le 25 février 1897 ; sa date de mort demeure inconnue. Lilian Agnete, leur premier enfant né au Danemark, naquit le 2 février 1903 et y mourut à une date non précisée. Enfin, Louis, leur dernier enfant, clôtura cette lignée. Andreas laissa derrière lui six enfants, six petits-enfants, quatorze arrière-petits-enfants et trois arrière-arrière-petits-enfants.

## Honneurs et récompenses
Du Danemark
- Chambellan et Chevalier Grand-Croix de l'Ordre danois du Dannebrog.

Du Siam
- Chevalier Grand-Croix de l'Ordre Très Exalté de l'Éléphant Blanc
- Chevalier Commandeur de l'Ordre Très Noble de la Couronne de Siam
- Chevalier Grand Commandeur de l'Ordre Très Illustre de Chula Chom Klao
- Médaille Dushdi Mala des Arts et des Sciences (Militaire)
- Médaille Chakra Mala – Médaille pour longs services et bonne conduite
- Médaille du chiffre royal du roi Chulalongkorn, première classe (1901)

D'autres pays
- Légion d'honneur (France)
- Ordre du Rédempteur (Grèce)
- Ordre de la Couronne d'Italie
- Ordre de la Couronne ( Prusse )
- Ordre de Saint-Stanislas (Russie)
- Ordre de l'Épée (Suède)
- Ordre du Medjidieh ( Empire ottoman )
- Ordre de François-Joseph ( Autriche-Hongrie ).